# Felix L. Sparks
Felix Laurence Sparks (San Antonio, 2 agosto 1917 – Lakewood, 25 settembre 2007) è stato un avvocato, politico e militare statunitense.
Veterano del secondo conflitto mondiale, raggiunse il grado di brigadier generale nella Guardia nazionale dell'esercito del Colorado e ricevette due Silver Star e due Purple Heart. Sparks è stato anche procuratore distrettuale del 7º distretto giudiziario del Colorado, giudice associato della Corte suprema del Colorado e direttore di lunga data del Colorado Water Conservation Board.

## Biografia

### Primi anni di vita
Felix Laurence "Larry" Sparks nacque a San Antonio, Texas, il 2 agosto 1917, il maggiore di cinque figli nati da Felix Franklin Sparks e Martha Estelle (Ray) Sparks. All'età di quattro anni, la sua famiglia si trasferì a Miami, in Arizona, dove suo padre incominciò a lavorare in una miniera di rame. Sparks crebbe e studiò in Arizona e nel 1935 prese parte a uno dei campi di addestramento militare dei cittadini (C.M.T.C.) gestito dall'esercito degli Stati Uniti, che offriva ai giovani l'opportunità di ottenere un addestramento militare e possibilmente guadagnare un posto nella Guardia Nazionale o nella Riserva dell'Esercito.
Nel marzo 1936 si arruolò nell'esercito degli Stati Uniti e venne assegnato a un reggimento di artiglieria costiera, prestando servizio nelle Hawaii per due anni. Dopo il suo congedo nel marzo del 1938, Sparks tornò in Arizona, dove frequentò l'Università dell'Arizona. Nel 1939 partecipò ad un altro C.M.T.C., dove vinse numerosi premi e fu raccomandato per un incarico nell'esercito. Mentre frequentava il college, Sparks partecipò al Corpo di addestramento degli ufficiali di riserva.
Nel 1941 sposò Mary Blair, la quale lo rese padre di quattro figli.

### Seconda guerra mondiale
Sparks prestò servizio nella Riserva dal 1939 al 1940 e fu nominato secondo tenente di fanteria nel gennaio 1940. Fu chiamato in servizio attivo nel febbraio 1941 e assegnato alla 45ª divisione di fanteria. Sparks prese parte alla campagna italiana, alla campagna della Francia meridionale e alla campagna dell'Europa centrale. Fu promosso a tenente nel febbraio del 1942, a capitano nell'ottobre del 1942, a maggiore nell'agosto del 1944 e a tenente colonnello nel novembre del 1944.
Mentre era capitano, guidò la compagnia E del 2º battaglione del 157º reggimento di fanteria. Come maggiore e tenente colonnello, Sparks fu comandante del 3º battaglione del 157º reggimento di fanteria, che guidò dal 1944 al 1945 e durante la sua partecipazione alla liberazione del campo di concentramento di Dachau. Per il suo servizio in tempo di guerra, Sparks venne insignito due volte sia della Silver Star che della Purple Heart, nonché della Croix de Guerre francese.

### Dopo la seconda guerra mondiale

#### Procuratore distrettuale
Dopo la guerra, Sparks continuò la University of Colorado Law School, laureandosi nel 1948. Dopo aver conseguito la laurea in giurisprudenza, Sparks fu ammesso all'albo degli avvocati e iniziò a lavorare in uno studio a Delta, in Colorado. Sparks era attivo anche nelle organizzazioni civiche e di veterani, tra cui Lions, Elks, Veterans of Foreign Wars e American Legion. Nel 1948, fu il candidato democratico vincente alla carica di procuratore distrettuale del 7º distretto giudiziario e prestò servizio per un mandato, dal 1949 al 1953. Sparks è stato anche presidente del Partito Democratico nella contea di Delta.
Dopo il suo mandato come procuratore distrettuale, Sparks riprese a esercitare la professione di avvocato a Delta. Inoltre, servì anche come procuratore di contea per la contea di Delta e procuratore comunale per la città di Hotchkiss. Sparks era un leader dell'ordine degli avvocati della contea di Delta ed era un membro della confraternita Phi Delta Phi, dell'American Bar Association e della Colorado Bar Association.

#### Colorado Water Conservation Board
Nel maggio 1956, il governatore Edwin C. Johnson nominò Sparks per coprire un posto vacante come giudice associato della Corte Suprema del Colorado. Servì fino al novembre 1956 e fu un candidato senza successo per un intero mandato. Nel gennaio 1957, Sparks fu nominato avvocato del Colorado Water Conservation Board. Nel giugno 1958 Sparks fu nominato direttore del consiglio e ci rimase fino al suo ritiro nell'aprile 1979. Dopo il suo pensionamento, Sparks è stato consulente su questioni di gestione delle risorse idriche ed è stato membro della Commissione del fiume Colorado superiore.

#### Continuo della carriera militare
Oltre alla sua carriera politica e governativa, Sparks rimase nell'esercito anche dopo la seconda guerra mondiale. Nel 1946, fu nominato ufficiale esecutivo del 157th Regimental Combat Team (RCT) della Guardia nazionale dell'esercito del Colorado con il grado di tenente colonnello. Quando le unità riorganizzate furono assegnate all'RCT, Sparks fu assegnato al comando del suo 1º battaglione. Nel maggio del 1950, Felix Sparks completò il corso presso il Command and General Staff College dell'esercito degli Stati Uniti a Fort Leavenworth, Kansas.
Dopo aver completato il suo turno come comandante del 1º battaglione, Sparks prestò servizio per diversi anni nello staff del quartier generale dello stato della Guardia Nazionale del Colorado. Nell'agosto 1959 fu assegnato al comando del 169th Field Artillery Group. Sparks era colonnello nell'ottobre 1961 quando il suo comando fu chiamato in servizio attivo come parte della risposta degli Stati Uniti alla crisi di Berlino del 1961. Sparks prestò servizio attivo a Fort Sill, Oklahoma fino all'agosto 1962, poi tornò al suo incarico presso l'ente statale per la conservazione dell'acqua.
Nell'agosto del 1968, Sparks completò il corso aggiornato del Command and General Staff College a Fort Leavenworth. Fu quindi promosso a brigadier generale e assegnato come assistente aiutante generale del Colorado per l'esercito e comandante della Guardia nazionale dell'esercito del Colorado. Sparks mantenne questa posizione fino al suo ritiro al raggiungimento dell'età pensionabile obbligatoria di 60 anni nel 1977.

### Morte e sepoltura
Sparks morì di polmonite al St. Anthony Central Hospital di Denver, in Colorado, il 25 settembre 2007 all'età di novant'anni. Fu sepolto nel cimitero di Crown Hill a Wheat Ridge, in Colorado.

## Liberazione di Dachau
Nel settembre 1956, la notizia di una riunione pianificata del 3º battaglione del 157º reggimento di fanteria prevista per Denver in ottobre includeva dettagli sul ruolo di Sparks nella liberazione del campo di concentramento di Dachau.
Il 29 aprile 1945, alle unità del 3º battaglione del 157º reggimento di fanteria, comandate da Sparks, fu ordinato di proteggere il campo di Dachau, che entrarono nel campo attraverso un muro laterale. Più o meno nello stesso momento, il brigadier generale Henning Linden guidò i soldati del 222º reggimento di fanteria della 42ª divisione di fanteria (arcobaleno) ad accettare la resa formale del campo da parte del tenente tedesco Heinrich Wicker. Linden stava viaggiando con Marguerite Higgins e altri giornalisti e, di conseguenza, il distaccamento di Linden generò titoli internazionali accettando la resa del campo. Furono liberati più di 30.000 ebrei e prigionieri politici. Dal 1945, i sostenitori delle versioni degli eventi della 42ª e 45ª Divisione hanno discusso su quale unità sia stata la prima a liberare Dachau.
Sparks si espresse anche sul massacro che avvenne durante la liberazione del campo:

## Nella cultura di massa e tributi
- Le esperienze di guerra di Sparks sono state oggetto di una miniserie Netflix del 2020, The Liberator, dove è interpretato dall'attore britannico Bradley James.[40]
- Il ruolo di Sparks nella liberazione di Dachau è anche l'argomento del libro di Alex Kershaw "The Liberator", su cui è basata la miniserie Netflix.[41]
- Nel 2008, l'ufficio postale degli Stati Uniti al 10799 West Alameda Avenue a Lakewood, in Colorado, è stato chiamato in onore di Sparks.[42]